# 如月なつき
如月 なつき（きさらぎ なつき、1990年6月19日 - ）は、日本の音楽プロデューサー、ソングライター、編曲家、ギタリスト、マニピュレーター、レコーディング・エンジニアである。デジタル・オーディオ・ワークステーションによる、ロックを基盤に他ジャンルを織り交ぜた楽曲を得意とする。

## 概要
埼玉県さいたま市出身。O型、身長は165cm。
TV、アニメ、舞台、映画、アーティストへの楽曲提供、音楽プロデュースを手掛けている。元美女♂menZのギタリスト、作曲家。2018年現在、個人としてはオリコンチャート最高15位を記録。
如月なつきの名前は2月である冬の意味を持つ如月と、反対の意味を持つ夏のなつきに由来する。冬から夏のように幅広い音楽をしたいという意味と、言葉に出した時に響きの良い名前として名付けられた。通称は「なっち」。

## 来歴
2005年、ギタリストとして活動開始。
2010年、TBS番組のオーディションで選ばれ美女♂menZよりメジャー・デビュー。プロの道に進む。デビューシングルは高見沢俊彦プロデュース。
2010年から2016年まで、同バンドにて年間100本以上のライブ・ツアーや二度の赤坂BLITZワンマン、24時間TV等の多くのメディア出演、上海万博に最年少で出演。2016年5月、美女♂menZ解散。以降、作編曲、音楽プロデュースを中心として活動中。
幼少期から中学生まで音楽経験はなく、ゲーム好きな子供であった。両親が音楽好きで幼少期の頃から常に何かしらの音楽がかかっていたり、音楽番組がついていたことが自分の音楽性に凄く影響していると語っている。
高校時代、友人に文化祭でライブを一緒にやろうと誘われギターを始める。これをきっかけにギターと音楽の面白さに出会い、独学で学ぶ（本人ラジオより）。いくつかのバンドを経た後、19歳の時にTV番組の企画から美女♂menZを結成しプロの道へ進む。同時に作曲家を務める。
その後は自身の経験を活かし、作曲やプロデュース業を中心に活動している。作る楽曲はロックを中心に、オーケストラ、EDM、ジャズ、ヒップホップ、民族音楽等、様々なジャンルを制作している。

## テレビ・アニメ
- TVアニメ
  - 『BanG Dream! ガルパ☆ピコ』音楽
  - 『捏造トラップ-NTR-』ED曲
  - 『ゴッドイーター レゾなんとか劇場』劇伴
  - 『武装神姫』アイネスキャラクターソング
  - 『奇異太郎少年の妖怪絵日記』ED曲
  - 『スカートの中はケダモノでした。』劇伴
  - 『甘い懲罰〜私は看守専用ペット』劇伴
  - 『白夜玲珑』OP・ED曲
  - 『BanG Dream! ガルパ☆ピコ大盛り』音楽
  - OVA『学園侵触 ×× of the Dead』主題歌
- 日本テレビ『24時間テレビ 愛は地球を救う36』出演
- テレビ朝日『中居正広の身になる図書館』出演
- TBSテレビ
  - 『SHELiCoの夜活～こんがりネェさんの大人買い～』ED曲
  - 『MusicBerth』出演
  - 『アッコにおまかせ!』出演
- テレビ東京
  - 『おしゃべりオジサンと怒れる女』ED曲
  - 『東京都さまぁ～ZOO』出演
- フジテレビ
  - 『とくダネ!』出演
  - 『魁!音楽の時間』出演
- 千葉テレビ『土曜Bang Bang!』出演
- SBS『目指せ!超ドSフェスタしずおか。四二〇〇八五五』ラップバトルトラック制作

## 舞台音楽
2014年
- 6月25日 - 29日　『透明少女 』新宿村LIVE
- 9月26日 - 28日『新撰組伝・希章〜最後の新撰組隊士の物語〜』タイニイアリス
- 10月8日 - 13日 『キミに逢いたくて』　新宿村LIVE
- 11月19日 - 24日 『のぶニャがの野望 弐』 シアターサンモール

2015年
- 3月2日 - 6日『サイコメ;ステージ』新宿村LIVE
- 3月4日 - 8日 ミュージカル『マジカルリバースワールド』新宿村LIVE
- 5月2日 - 6日『龍狼伝』　銀座博品館劇場
- 6月9日 - 11日『Liberty〜lemon drop song〜』目黒ライブステーション
- 10月21日 - 25日　『新・戦国降臨ガール』　スペース・ゼロ
- 11月7日 - 12日『稔』ザムザ阿佐ヶ谷
- 11月11日 - 15日『レーカン』　日本芸術専門学校大森校劇場

2016年
- 2016年2月3日 - 7日『KIZUNA』中野劇場MOMO
- 2016年4月6日 - 10日『龍狼伝 第二章』シアター1010
- 2016年4月9日 - 17日『透明少女 再演』新宿村LIVE
- 2016年10月12 - 16日　『Requiem』　日暮里d-倉庫
- 2016年12月7日 - 18日　『レディ・ア・ゴーゴー!!』　テアトルBONBON

2017年
- 2月8日 - 12日 『Long Believer』ラゾーナ川崎プラザソル
- 3月23日 - 26日　『夢追荘』　高島平LIVEStage hodgepodge
- 3月23日 - 4月2日 『DOG'S』池袋・シアターグリーンBIGTREE
- 5月8日 - 11日 『LOST SWORD』 座・高円寺2
- 5月17日 - 21日 『リトルマン・メイト』　新宿村LIVE
- 6月3日 - 11日 『ある苅屋くんの人生』　新宿村LIVE
- 7月20日 - 30日 『スパイ大迷惑』　新宿村LIVE

2018年
- 1月10日 - 14日 『SHIT AND LOBSTER』 吉祥寺シアター
- 2月17日 - 25日 『レディ・ア・ゴーゴー!!2018』 新宿村LIVE
- 4月21日 - 29日 『天満月のネコ』 新宿村LIVE
- 5月9日 - 13日 『ファントム・チューニング外伝』 新宿村LIVE
- 8月15日 - 19日『忍ノSAGA』 シブゲキCBGK

2019年
- 2月16日 - 24日 『冬の夜の夢』 新宿村LIVE
- 6月22日 - 30日 『クレイジーメルヘン』 新宿村LIVE
- 8月15日 - 18日 『魔術士オーフェン はぐれ旅』 新宿村LIVE
- 9月26日 - 10月2日 『マジカル・リバース・ワールド2019』 新宿村LIVE
- 11月7日 - 12日 『魔術士オーフェン はぐれ旅 -牙の塔編-』 六行会ホール
- 11月13日 - 17日『ナナステ〜飛鳥と鳥かご〜』新宿村LIVE
- 12月7日 - 15日 『レディ・ア・ゴーゴー!!2019』 新宿村LIVE
- 12月26日 - 30日『CHAIN～因縁の連鎖～』浅草九劇

2020年
- 1月15日 - 22日 『青春歌闘劇バトリズムステージNOTICE』 草月ホール
- 1月29日 - 2月2日『SHINOBI NOW!!』IMAホール
- 3月4日 - 8日『どのくらいエフェクト』新宿村LIVE
- 4月1日 - 5日『ナナステ ☆スイーティブストーリーズ ～起源・永遠の願い～』新宿村LIVE　新型コロナウイルスにより中止
- 4月29日 - 5月5日『二番目でもいいの♡』新宿シアターモリエール　新型コロナウイルス により延期
- 8月12日 - 8月16日『バトリズムステージVOID』 あうるすぽっと
- 10月3日 - 10月11日『アルティメット古事記』 キンケロ・シアター
- 12月5日 - 12月13日『レディ・ア・ゴーゴー!!2020』 新宿村LIVE

2021年
- 1月27日 - 1月31日『バトリズムステージINITIO』 草月ホール
- 2月11日 - 14日『2番目でもいいの』 ラゾーナ川崎プラザソル　新型コロナウイルスにより中止
- 7月23日 - 8月1日『魔術士オーフェン はぐれ旅 -The Stage- Ver.2』東京・シアター1010　新型コロナウイルスにより中止

## 音楽プロデュース、楽曲提供ミュージシャン

### 楽曲提供
- kimeru
- Rita
- 葵
- 安達勇人
- あらき
- 五十嵐啓輔
- 遠藤瑠香
- 田中彪
- 水橋かおり
- 上仁樹
- 小田あさ美
- RYINA
- 山崎薫太
- 百合香
- Hiromi
- 山沖勇輝
- 日向野祥
- 伊藤澄也
- 小松ゆう
- SHOYA

- 小栗諒
- 服部武雄
- 宮本弘佑
- 瀬戸啓太
- yoshi.
- 森田晋平
- 及川洸
- 渡邉響
- こんどうようぢ
- 阿部快征
- 門野翔
- 加藤玲大
- 中島一博
- 齊藤和史
- yoshimi
- 宮元英光
- 有坂美唯
- サンドリオン
- 若井友希
- 田中ちえ美

- 新木美優
- 綾部りさ
- 藤嵜亜莉沙
- 八坂沙織
- イエローキャンドル
- EMMA
- いせひなた
- 井深克彦
- 西間庭惇
- 寿里
- 山下彩耶
- 下村尚史
- 末野卓磨
- りする
- 上田堪大
- 北村悠
- 福田直也
- 最上みゆう
- 永石匠
- ConfettiSmile

- 前田有加里
- 鵜飼主水
- 秋山ゆずき
- 馬場秀和
- 樋口裕太
- Hey!和プロジェクト
- 神山慎一郎
- 栗生みな
- 久野木貴士
- 東出有貴
- 花田俊
- 前中りょう
- 熊谷知花
- 宮崎翔太
- 万喜なつみ
- 米山雄太
- りっく
- 若林倫香
- 渡辺和貴
- ひなまるちゃん人形
- 真っ赤なゴールデンッ!

### 所属
- 2010年 - 2016年 美女♂menZ（所属、作詞作曲編曲、Guitar）

### 音楽プロデュース
- 2014年 - RiskyMelody（作曲編曲含む）
- 2016年 - Jiggy Jade（作曲編曲含む）
- 2017年 - HONEYBEE（作曲編曲含む）
- 2017年 - Goofy Amanda（作曲編曲含む）
- 2019年 - あいはん（作曲編曲含む）
- 2020年 - 怪盗戦隊ヌスムンジャー

### サポート
- 2015年 - 2017年 AshBerry（作曲編曲）

他多数

## 映画・ゲーム
- 映画
  - 2012年「美人探偵M」
  - 2013年「桜塚やっくんの美女♂men」主題歌
  - 2014年
    - 『BLUE / FACEリターンズ』主題歌
    - 『パイナルファンタジー』

  - 2016年「BLUE FACE～君は僕から逃げられない～」主題歌
  - 2018年「純平、考え直せ」劇中曲
  - 2019年「希望の旗」主題歌　劇中曲
- ゲーム
  - 2018年「忍ノSAGA」OP曲　ED曲2
  - 2020年「SHINOBINOW!!」OP曲　BGM
  - 2021年「悪魔教室」BGM

## ディスコグラフィー
CDDVD配信作品
- 『Scenes from BUSOUSHINKI』CDアルバム（2012年12月26日）ポニーキャニオンから発売
- 『恋のメタモルフォーゼ』高見沢俊彦プロデュースレコチョクウィークリーチャート2位
- 『メルティーラブ』レコチョクウィークリーチャート1位
- RiskyMelody
  - 『Welcome to the Risky World』CDアルバム
  - 『スタートライン』CDシングル
- 美女♂menZ
  - 『やっくんBEST』CDアルバム
  - 『魔法のアルバム』CDアルバム
  - 『クノイチ忍法帖』CDアルバム
  - 『BLACK×WHITE』CDアルバム
- Ashberry
  - 『BlackBerry』CDアルバム
  - 『BlueBerry』CDアルバム
- 『ボカロのパレード』 配信アルバム
- 『星ノ音乱舞』CDシングル DVD
- 『のぶニャがの野望 弐』DVD
- 『サイコメステージ』DVD
- ミュージカル『マジカルリバースワールド』CDDVD
- 『透明少女』CDアルバムDVD
- 『龍狼伝 第二章』CDアルバムDVD
- 『稔』CDアルバムDVD
- 『男の娘DVD』DVD
- 『桜塚やっくんの美女men』DVD
- 『キミに逢いたくて』DVD
- 『龍狼伝』CDアルバムDVD
- 『ボカロのダンスカーニバル』配信アルバム
- 『Requiem』CDアルバムDVD
- 『新・戦国降臨ガール』DVD
- 『透明少女 再演』DVD

他多数